# Dendrobium hodgkinsonii
Dendrobium hodgkinsonii là một loài thực vật có hoa trong họ Lan. Loài này được Rolfe mô tả khoa học đầu tiên năm 1900.